# Crown of Creation (sastav)
Crown of Creation je njemačka glazbena synthpop skupina. Osnovana je u Hannoveru.

## Diskografija
- 1994. – Real Life (ContraPunkt)
- 1998. – Crown of Creation meets Friends (self-distribuciju)
- 2001. – Paulinchen (sadrži Memory)
- 2003. – Berenstark 10 (sadrži When Time is lost)
- 2004. – Berenstark 11 (sadrži Friends)
- 2010. – Abstürzende Brieftauben – TANZEN (sadrži When Time is lost)
- 2010. – Darkness in your Life (Maxi-CD)
- 2011. – W.I.R. präsentiert: Celle's Greatest (sadrži Regrets)
- 2012. – Celle's Integrationsprojekt präsentiert: Made in Ce (sadrži Run away i Vampires in the Moonlight)
- 2013. – With the Rhythm in my Mind (Maxi-CD)[1]
- 2015. – Best of Crown of Creation – 30 Jahre Bandgeschichte 1985–2015
- 2019. – Tebe pojem (Maxi-CD)
- 2024. – Everlasting Love (Maxi-CD)

## Turneje
| Godina | Naziv turneje                    |
| 1994.  | Crown of Creation in France Tour |
| 1995.  | Crown of Creation in France Tour |

## Vanjske poveznice
- Službena stranica (njem.)
- Crown of Creation na Facebooku (njem.)
- Made in Celle: Celler Integrationsprojekt stellt CD auf Benefizkonzert vor, CelleHeute.de  Arhivirana inačica izvorne stranice od 8. svibnja 2013. (Wayback Machine) (njem.)